# جهاد بسمار
جهاد بسمار (30 أكتوبر 1995- ) لاعب كرة قدم سوري من مواليد حمص. لعبة للفئات السنية في نادي الكرامة قبل ان يتم تصعيده للفريق الأول الذي يلعب له منذ العام 2014. 